# جنگ خلیج فارس رخ نداده است
جنگ خلیج فارس رخ نداده‌است (به انگلیسی: The Gulf War Did Not Take Place) مجموعه از سه جستار از فیلسوف فرانسوی، ژان بودریار است که در نشریه فرانسوی لیبراسیون و نشریه انگلیسی گاردین بین ژانویه تا مارس سال ۱۹۹۱ منتشر شده‌است.
در حالی که نویسنده اذعان دارد وقایع و خشونت‌هایی که جنگ خلیج فارس نامیده می‌شود رخ داده است ولی او می‌پرسد آیا حوادثی که رخ داده واقعاً آن‌گونه بوده که ارائه شده‌اند و آیا می‌توان آنها را جنگ نامید؟ عنوان کتاب اشاره ای است به نمایشنامه "جنگ تروجان رخ نخواهد داد" اثر ژان ژیرودو (که در آن شخصیت‌ها تلاش می کنند از چیزی جلوگیری کنند که مخاطب می داند اجتناب ناپذیر است.)

## مقاله
- بخش اول، "جنگ خلیج فارس رخ نخواهد داد، در ۴ ژانویه ۱۹۹۱ در لیبراسیون منتشر شد.
- بخش دوم، "جنگ خلیج فارس واقعاً در حال وقوع نیست" در ۶ فوریه ۱۹۹۱ در لیبراسیون منتشر شد.
- بخش سوم، "جنگ خلیج فارس رخ نداده‌است"، در ۲۹ مارس ۱۹۹۱ در لیبراسیون منتشر شد.

مقالات "لیبراسیون" و "گاردین" پیش، حین و پس از جنگ خلیج فارس منتشر شده و بر این اساس عنوان شده است: در طول تقویت نظامی و لفاظی آمریکا به عنوان "جنگ خلیج فارس رخ نخواهد داد"؛ در طول عملیات نظامی به عنوان "جنگ خلیج فارس رخ نمی دهد" و پس از پایان عملیات، "جنگ خلیج اتفاق نیفتاد". کتابی از نسخه‌های دراز مقاله‌های اصلی کوتاه‌شده به زبان فرانسوی در می ۱۹۹۱ منتشر شد. ترجمه انگلیسی آن در اوایل سال 1995 با ترجمه پل پاتون منتشر شد.

## خلاصه
بودریار استدلال می‌کرد جنگ خلیج فارس واقعاً یک جنگ نیست بلکه یک جنایت است که به عنوان یک جنگ «تغییر قیافه» داده شده است. ارتش آمریکا با استفاده از نیروی هوایی بسیار زیاد، در اکثر موارد مستقیماً با نیروهای مسلح عراق وارد نبرد نشد و تلفات کمی متحمل شد. تقریباً هیچ چیز در مورد کشته‌های عراقی اعلام نشده‌است. بنابراین، جنگ از دیدگاه غرب «واقعاً صورت نگرفت». علاوه بر این، تمام چیزی که تماشاگران از جنگ می‌دانستند در قالب تصاویر تبلیغاتی بود. ارائه‌های رسانه‌ای که با دقت تماشا می‌شدند، تمایز بین تجربه آنچه واقعاً در درگیری رخ داده‌است و ارائه نادرست انتخابی و سبک‌شده آن از طریق «وانموده‌ها غیرممکن شد.

## جستارهای وابسسته
- آیینه تولید
- واقعیت حاد
- جنگ خلیج فارس
- مارشال مک‌لوهان